# Phyllanthus dumbeaensis
Phyllanthus dumbeaensis är en emblikaväxtart som beskrevs av Maurice Schmid. Phyllanthus dumbeaensis ingår i släktet Phyllanthus och familjen emblikaväxter. Inga underarter finns listade i Catalogue of Life.